# Geum latilobum
Geum latilobum är en rosväxtart som beskrevs av Carlo Pietro Stefano Stephen Sommier och Levier. Geum latilobum ingår i släktet nejlikrotsläktet, och familjen rosväxter. Inga underarter finns listade i Catalogue of Life.